# Drohobyč
Drohobyč (in ucraino Дрогобич?; in polacco Drohobycz; in russo Дрогобыч?, Drogobyč; traslitterazione anglosassone Drohobych) è una città ucraina (73 682 abitanti) nel distretto di Drohobyč, nell'oblast' di Leopoli. Ospita l'amministrazione del distretto di Drohobyč e della comunità territoriale di Drohobyč, una delle comunità territoriali dell'Ucraina.
Fino al 18 luglio 2020  Drohobyč costituiva una città di rilevanza regionale e fungeva da centro amministrativo del distretto di Drohobyč, sebbene non appartenesse al distretto. Come parte della riforma amministrativa dell'Ucraina, che ridusse a sette il numero di distretti dell'oblast' di Leopoli, la città fu integrata nel distretto di Drohobyč.
Drohobyč è il secondo centro economico dell'area dopo il capoluogo dell'oblast', Leopoli, dal quale dista circa cento chilometri, in direzione sud-ovest, alla confluenza fra i fiumi Tysmenycja e Seret, un affluente del primo. La popolazione stimata è di circa 77 049 persone (dal 2005).

## Popolazione
| 1869   | 1900   | 1920   | 1926   | 1936   | 1939   | 1959   |
| ------ | ------ | ------ | ------ | ------ | ------ | ------ |
| 16 880 | 19 400 | 39 000 | 26 700 | 32 200 | 37 000 | 42 000 |
| 1970   | 1974   | 1979   | 1989   | 1991   | 2001   | 2005   |
| 56 000 | 63 000 | 65 998 | 77 571 | 79 200 | 79 119 | 78 595 |

Dopo la seconda guerra mondiale, la composizione etnica di Drohobyč ha subito un notevole cambiamento. Gli ebrei ed i polacchi, che rappresentavano i tre quarti della popolazione, prima della guerra, ormai non sono che una ristretta minoranza, sostituiti per la maggior parte da russi ed ucraini.
|          | Stime del 1869 | Censimento del 1939 | Censimento del 1970 |
| -------- | -------------- | ------------------- | ------------------- |
| Ucraini  | 28,7 %         | 26,3 %              | 70,0 %              |
| Polacchi | 23,2 %         | 33,2 %              | 3,0 %               |
| Ebrei    | 47,7 %         | 39,9 %              | 3,0 %               |
| Russi    | —              | —                   | 22,0 %              |

## Monumenti e luoghi d'interesse
- Chiesa di San Giorgio
- Chiesa dell'Ascensione
- Chiesa della Santa Croce

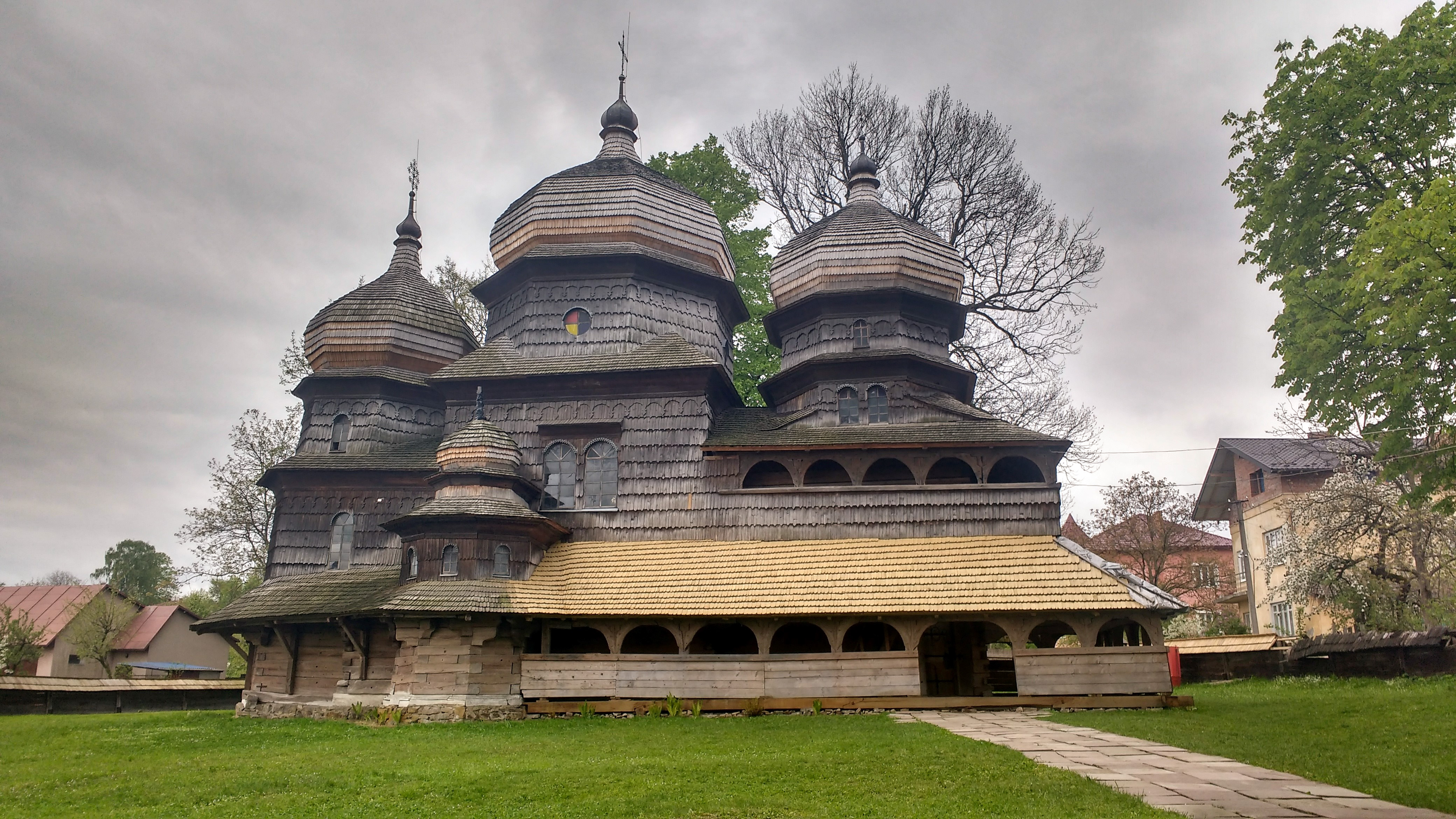
La chiesa di San Giorgio

- Cattedrale della Santissima Trinità
- Museo di Drohobyč
- Sinagoga grande corale di Drohobyč

## Amministrazione

### Gemellaggi
- Buffalo
- Muscatine
- Olecko
- Legnica